# Baojun RC-5
La Baojun RC-5 è la prima autovettura prodotta dalla casa automobilistica cinese Baojun a partire dal 2020.

## Descrizione

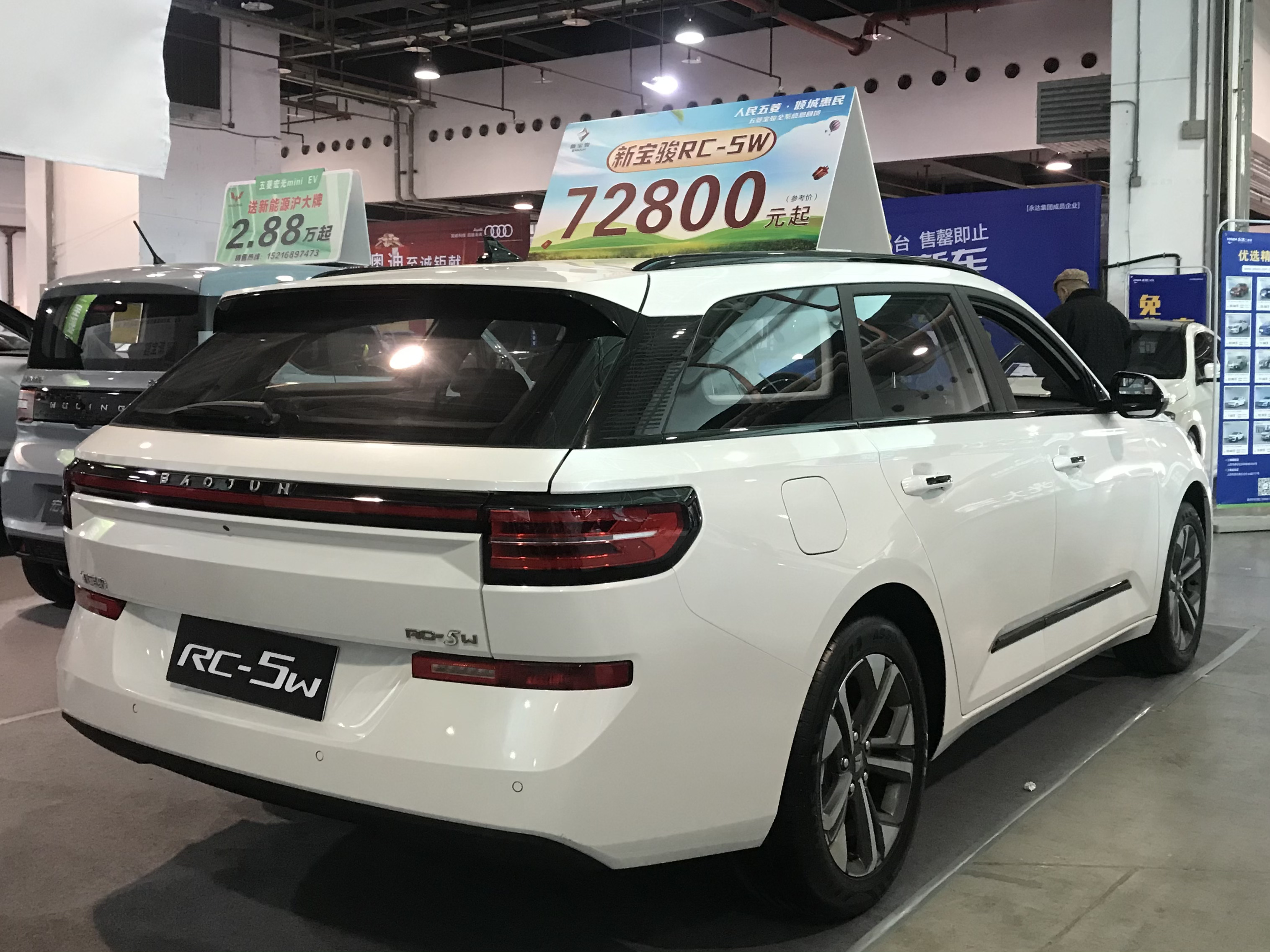
Retro della versione familiare Baojun RC-5W

Prodotta dalla joint venture SAIC GM Wuling, è disponibile nelle varianti di carrozzeria berlina 2 volumi a quattro porte e station wagon (RC-5W); condivide la piattaforma e la meccanica con il SUV Baojun RS-5 e si va a posizionare 
sotto la Baojun RC-6.
La vettura è stata presentata nel giugno 2020 al Salone dell'Auto di Chongqing. In seguito nell'agosto 2020, è stata lanciata la versione familiare denominata RC-5W, caratterizzata da un volume di carico con i sedili in uso di 470 litri.
La gamma di motori della Baojun RC-5 comprende un unico motore a benzina a quattro cilindri in linea, uno dei quali è un 1,5 litri in versione aspirata da 99 CV e turbocompressa da 147 CV. La potenza viene scaricata a terra tramite un cambio manuale a sei rapporti e una trasmissione a variazione continua (CVT) a otto rapporti.